# Гейзелт (Нью-Джерсі)
Гейзелт (англ. Hazlet) — селище (англ. village) в США, в окрузі Монмаут штату Нью-Джерсі. Населення — 20 125 осіб (2020).

## Демографія
Згідно з переписом 2010 року, у селищі мешкали 20 334 особи в 7140 домогосподарствах у складі 5529 родин. Було 7417 помешкань
Расовий склад населення:
| - 91,9 % — білих - 3,4 % — азіатів - 1,5 % — чорних або афроамериканців - 0,1 % — корінних американців - 1,6 % — осіб інших рас |

До двох чи більше рас належало 1,5 %. Частка іспаномовних становила 7,9 % від усіх жителів.
За віковим діапазоном населення розподілялося таким чином: 22,7 % — особи молодші 18 років, 62,7 % — особи у віці 18—64 років, 14,6 % — особи у віці 65 років та старші. Медіана віку мешканця становила 42,3 року. На 100 осіб жіночої статі у селищі припадало 92,4 чоловіків;  на 100 жінок у віці від 18 років та старших — 89,3 чоловіків також старших 18 років.
Середній дохід на одне домашнє господарство  становив 97 665 доларів США (медіана — 84 871), а середній дохід на одну сім'ю — 111 966 доларів (медіана — 99 737). Медіана доходів становила 71 781 долар для чоловіків та 51 795 доларів для жінок. За межею бідності перебувало 5,7 % осіб, у тому числі 6,1 % дітей у віці до 18 років та 6,2 % осіб у віці 65 років та старших.
Цивільне працевлаштоване населення становило 9943 особи. Основні галузі зайнятості: освіта, охорона здоров'я та соціальна допомога — 20,9 %, роздрібна торгівля — 13,3 %, науковці, спеціалісти, менеджери — 10,8 %, транспорт — 9,2 %.